# Hylocereus triangularis
Hylocereus triangularis är en kaktusväxtart som först beskrevs av Carl von Linné, och fick sitt nu gällande namn av Nathaniel Lord Britton och Joseph Nelson Rose. Hylocereus triangularis ingår i släktet Hylocereus och familjen kaktusväxter. Inga underarter finns listade i Catalogue of Life.

## Bildgalleri

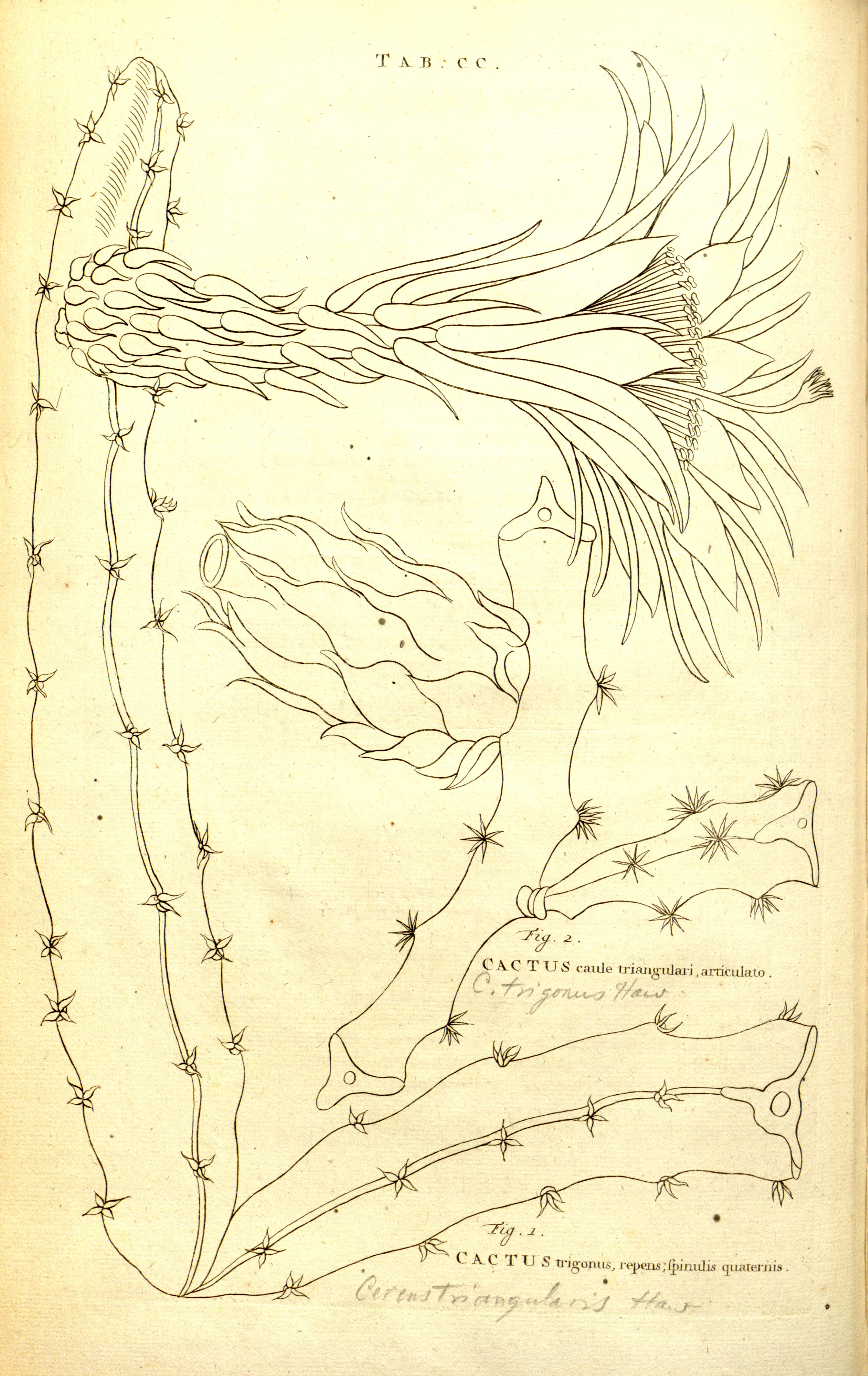
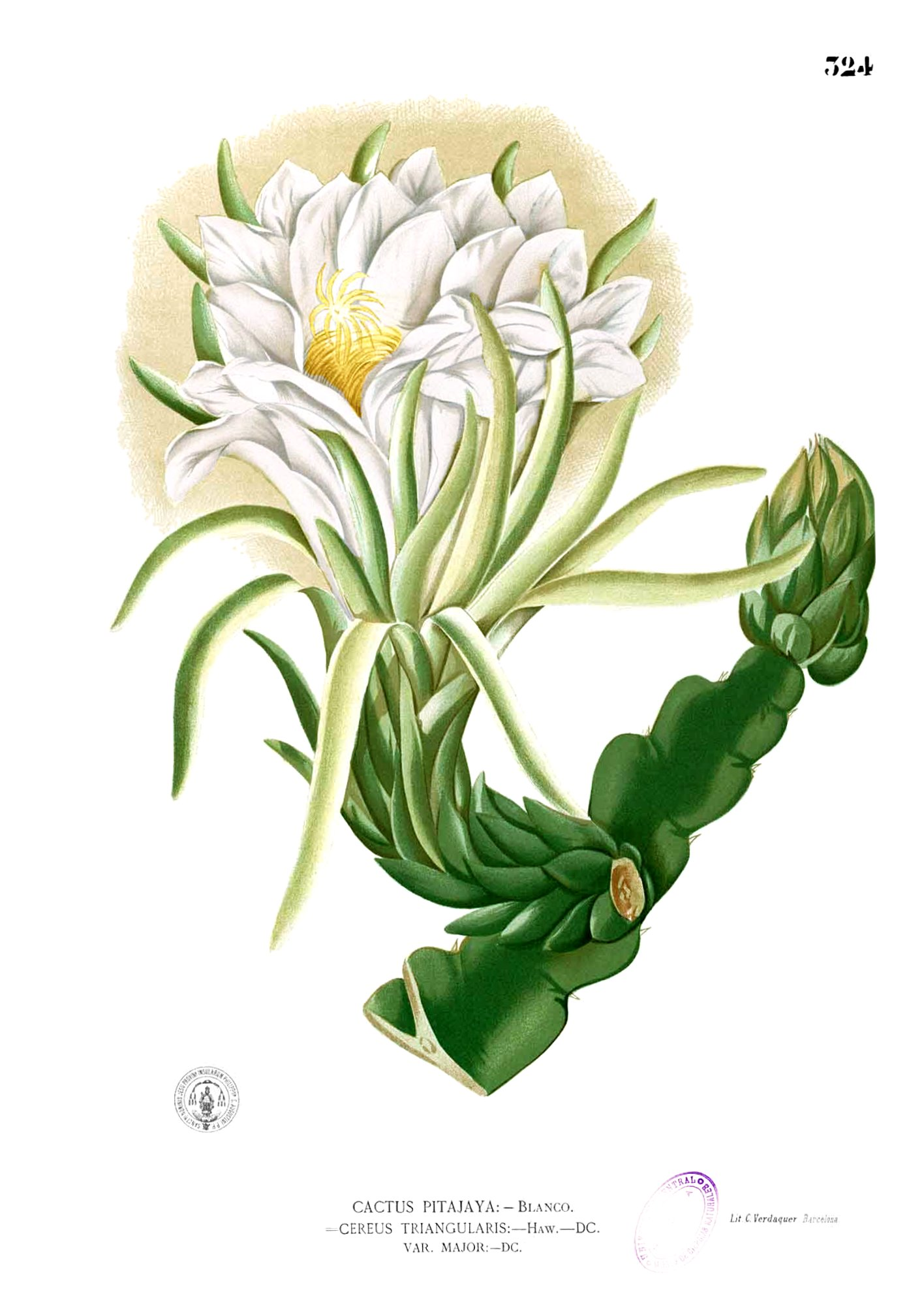
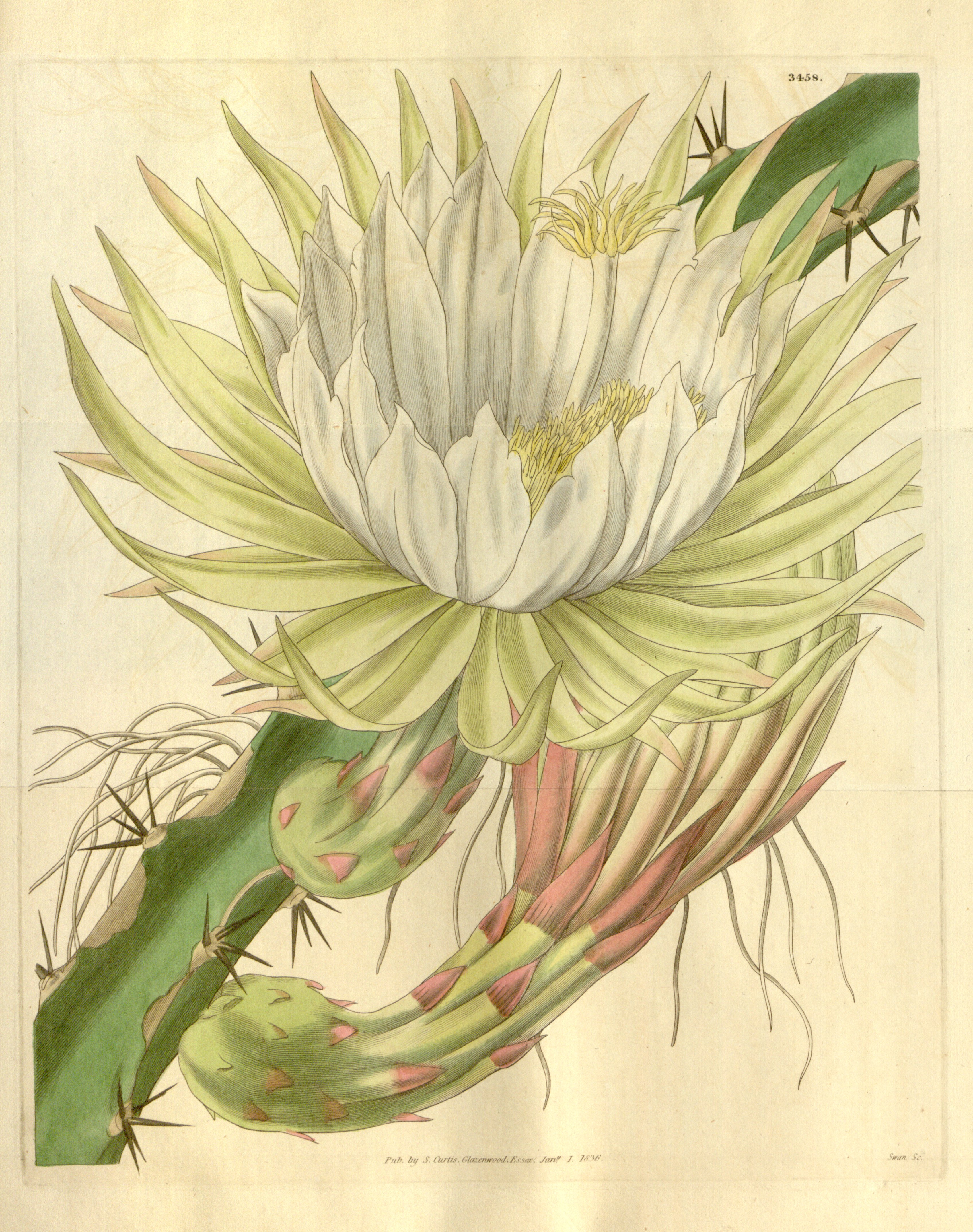